# Ben C. Sheldon
Benjamin Conrad Sheldon (* Oktober 1967 in Holderness, East Riding of Yorkshire), meist als Ben C. Sheldon oder Ben Sheldon zitiert, ist ein britischer Ornithologe. Seine Forschung befasst sich mit den Ursachen und Folgen der individuellen Variation in Wildpopulationen, insbesondere bei Vögeln.

## Leben
Sheldon erwarb 1989 seinen Bachelor of Arts in Naturwissenschaften (Teil II Zoologie) an der University of Cambridge, wo die Vorlesungen von Nicholas Barry Davies in Verhaltensökologie ihn besonders beeinflussten. 1993 wurde er mit der Dissertation Sperm competition in the chaffinch Fringilla coelebs: Behaviour, Anatomy and Paternity unter der Leitung von Tim Birkhead zum Ph.D. in Zoologie an der University of Sheffield promoviert. Er hatte eine Reihe von Postdoc-Stipendien an der Universität Uppsala und der University of Edinburgh inne, bevor er im Jahr 2000 an die University of Oxford wechselte, wo er ein Forschungsstipendium der Royal Society erhielt.
Sheldon wurde 2002 zum Direktor des Edward Grey Institute of Field Ornithology ernannt, nachdem Professor Christopher M. Perrins in den Ruhestand getreten war. 2004 wurde er zum ersten Inhaber des Luc-Hoffmann-Lehrstuhls für Feldornithologie gewählt. Von 2011 bis 2016 war er stellvertretender Abteilungsleiter und von 2016 bis 2021 Leiter der Zoologischen Abteilung der University of Oxford.

## Ehrungen
- 1998: Association for the Study of Animal Behaviour Outstanding New Researcher Award[1]
- 2000: Royal Society University Research Fellow[2]
- 2004: Scientific Medal of the Zoological Society of London[3]
- 2013: Royal Society Wolfson Merit Award
- 2018: Edward O. Wilson Naturalist Award der American Society of Naturalists[4]
- 2020: Träger der Linné-Medaille[5]
- 2020: Mitglied der Academia Europaea[6]
- 2022: Fellow der Royal Society[7]